# 富平区厅站
富平區廳站（：／ Bupyeong-gucheong yeok */?）是首爾地鐵7號線與仁川地鐵1號線沿線交會的一座轉乘車站，位於韓國仁川廣域市富平區清川洞和葛山洞的交界處，仁川1號線的韓語副站名是「世林醫院」（세림병원）。仁川地鐵1號線興建前曾一度將本站命名為「北區廳站」（북구청역），俟1995年3月1日北區改名富平區後，遂改為「富平區廳站」。
本站至2020年首爾地鐵7號線石南站延伸段完工前，一直是該線的終點車站。

## 車站結構
兩線站體均為2面2線側式月台的地下車站，候車月台皆設有月台幕門。首爾7號線的出口共有5處，仁川1號線的出口則有4處，合計有9處出口。

### 首爾7號線月台

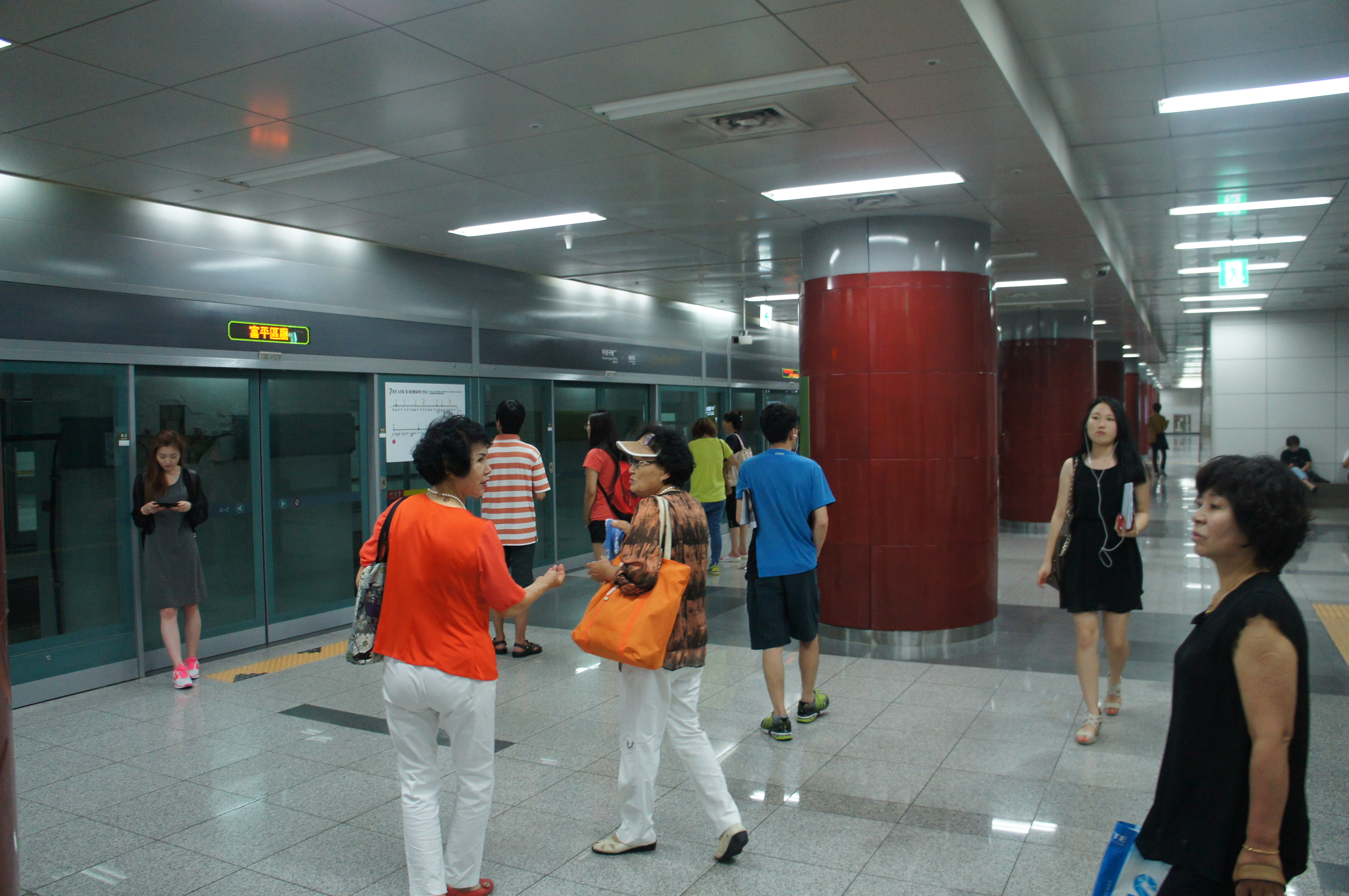
7號線候車月台

| 掘浦川 ↑ |
| \| 上    |
| ↓ 山谷   |

| 月台 | 路線           | 目的地                             |
| ---- | -------------- | ---------------------------------- |
| 上行 | ●首爾地鐵7號線 | 溫水、波拉美、內方、孔陵、長岩方向 |
| 下行 | ●首爾地鐵7號線 | 山谷、石南方向                     |

### 仁川1號線月台

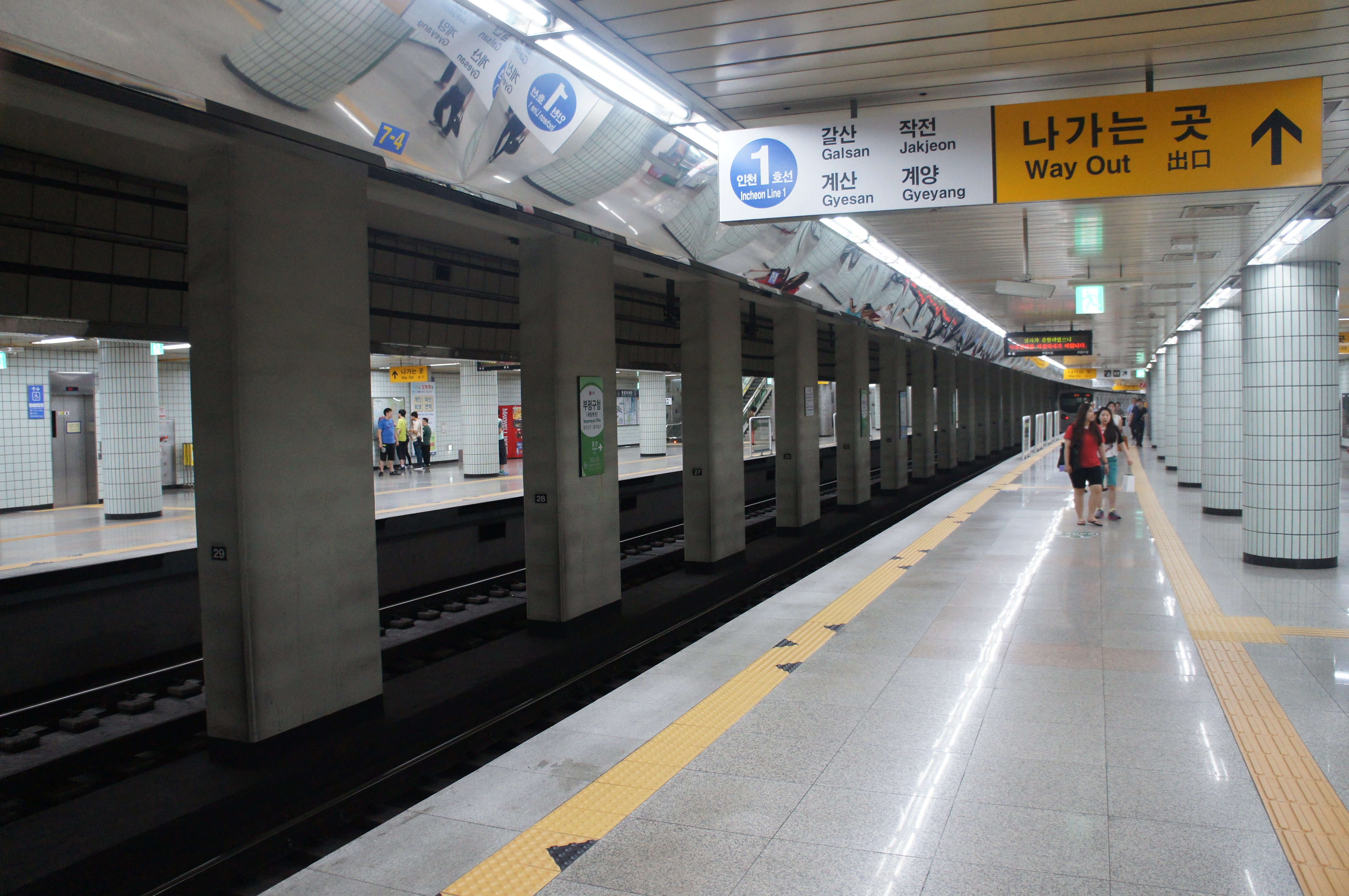
安裝月台門前的仁川1號線候車月台

| 葛山 ↑     |
| \| 上      |
| ↓ 富平市場 |

| 月台 | 路線               | 目的地                                                     |
| ---- | ------------------ | ---------------------------------------------------------- |
| 上行 | ●仁川都市鐵道1號線 | 朴村、橘峴、桂陽方向                                       |
| 下行 | ●仁川都市鐵道1號線 | 富平、仁川市廳、源仁齋、國際業務園區、松島月光慶典公園方向 |

## 歷史
- 1999年10月6日：落成啟用。
- 2012年10月27日：7號線站體開通。
- 2021年5月22日：7號線石南延伸線通車，本站不再作為終點站使用。

## 車站周邊
- 仁川市北區圖書館
- 仁川女性文化會馆
- 富平市場
- 富平區廳
- 富平區議會
- 仁川富平警察署
- 富平世林醫院
- 韓國通用汽車富平廠

## 圖片

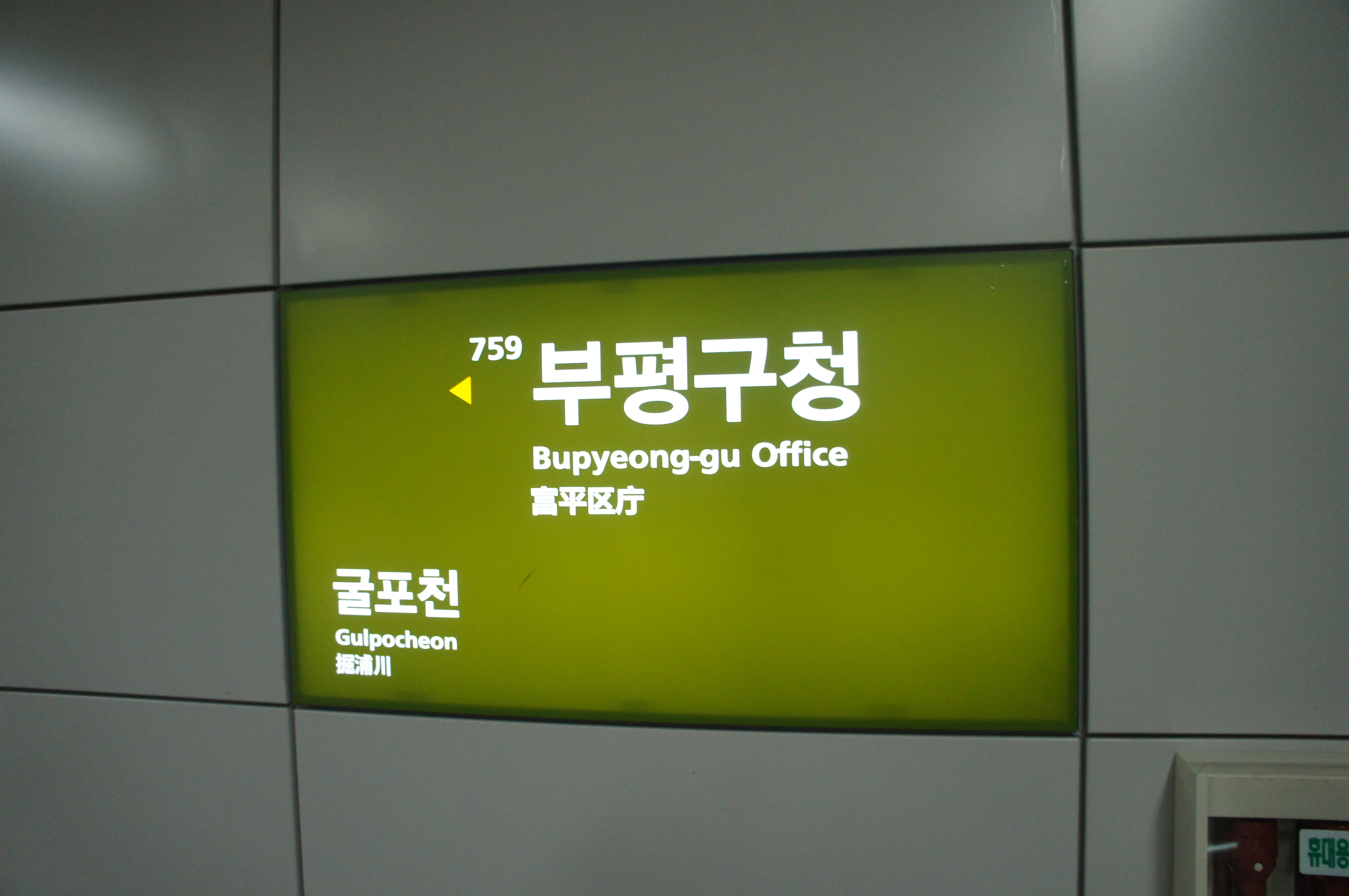
7號線站名牌
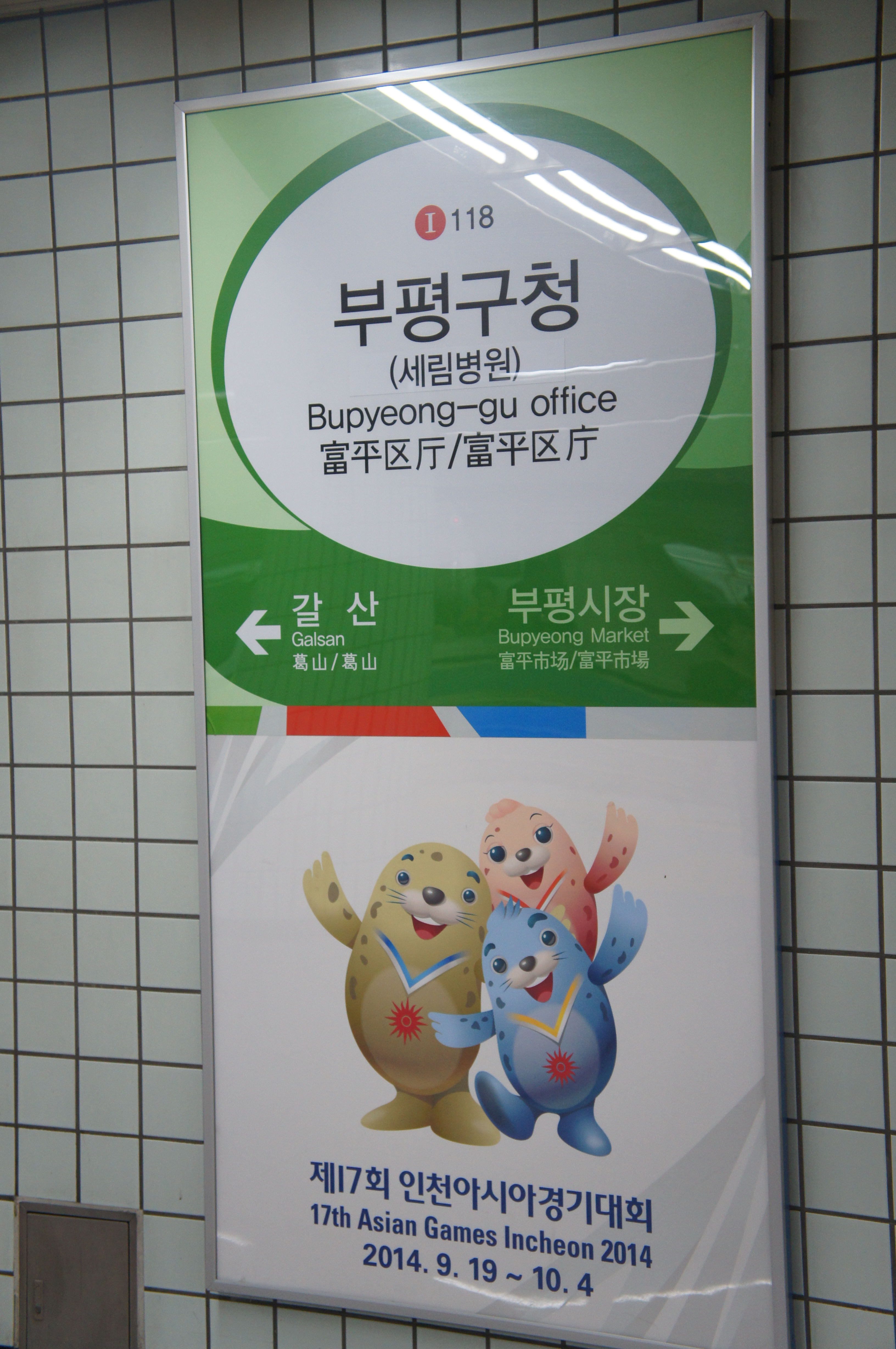
仁川1號線站名牌（舊版）
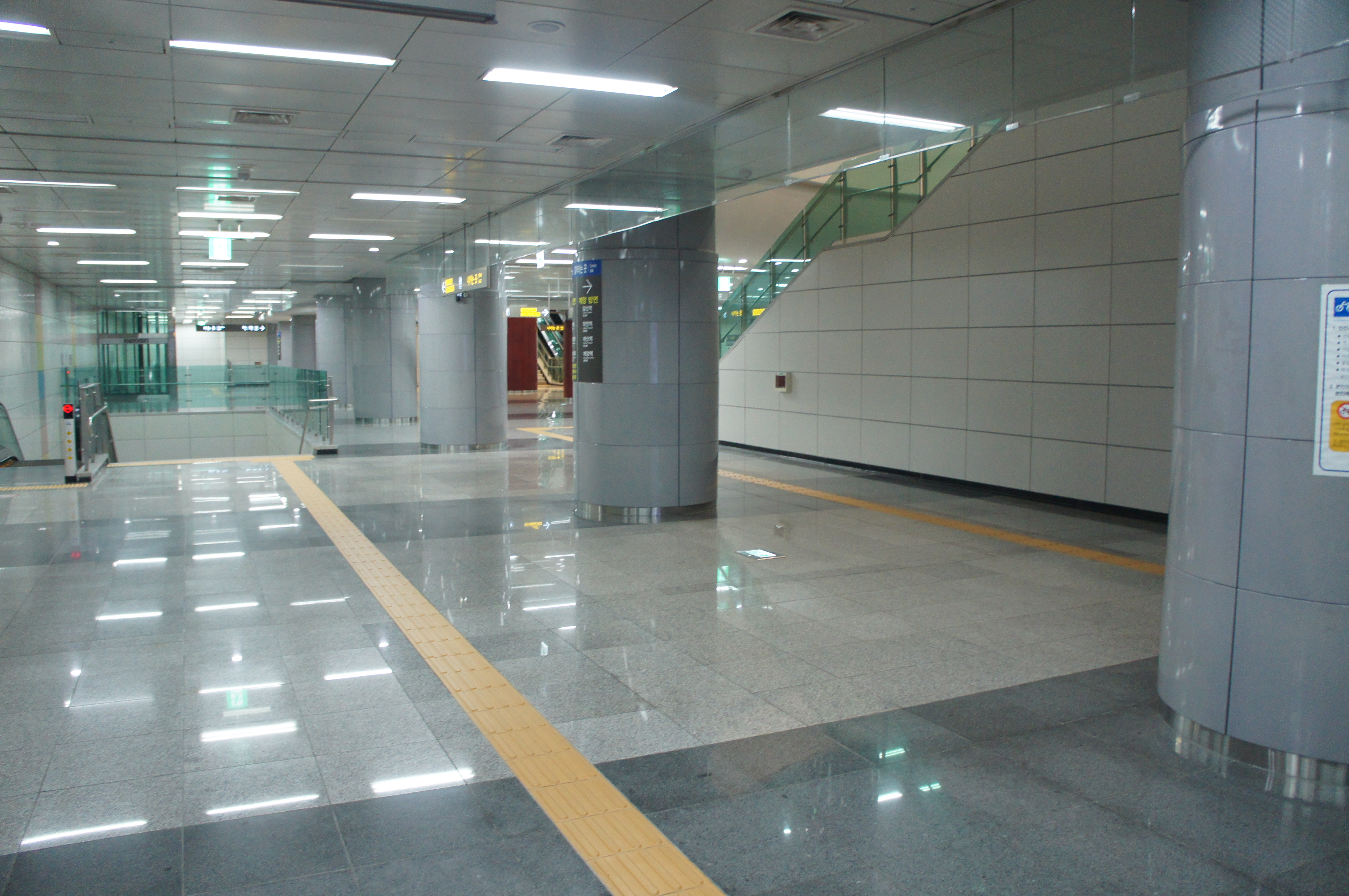
轉乘通道

## 相鄰車站
仁川交通公社
●首爾地鐵7號線
掘浦川（758）－富平區廳（759）－山谷（760）
●仁川都市鐵道1號線
葛山（I117）－富平區廳（I118）－富平市場（I119）